# 잭슨부드러운털쥐
잭슨부드러운털쥐(Praomys jacksoni)는 쥐과에 속하는 설치류의 일종이다. 앙골라와 부룬디, 카메룬, 중앙아프리카공화국, 콩고민주공화국, 적도기니, 가봉, 기니, 케냐, 나이지리아, 르완다, 남수단, 탄자니아, 우간다, 잠비아에서 발견된다. 자연 서식지는 아열대 또는 열대 기후 지역의 습윤 저지대 숲과 습윤 저산대 숲, 농경지 그리고 심하게 악화된 이전의 숲 지역이다.